# Moroni (Mormons Bog)
Moroni er navnet på en profet, historiker og kommandørkaptajn i Mormons Bog, som ifølge bogen levede i Nordamerika i det 4. og tidlige 5. århundrede. Han viste sig i et syn som Englen Moroni for Joseph Smith, som er grundlæggeren af Jesu Kristi Kirke af Sidste Dages Hellige. Moroni overdrog nogle guldplader til Joseph Smith, som han derefter oversatte til Mormons Bog ved hjælp af Urim og Tummim.  Moroni er ifølge Mormons Bog søn af Mormon, som Mormons Bog er opkaldt efter. Moroni var tvunget til at gemme sig, efter at resten af hans folk var blevet udslettet. Moroni havde af sin far fået til opgave at fuldende Mormons Bog. Da han havde fuldendt bogen som var skrevet på messingplader gravede han den ned i Cumorahhøjen, hvor Joseph Smith senere gravede den op og oversatte den.
Moroni er også navnet på en anden profet i Mormons Bog, kaldet kaptajn Moroni.   